# Monika Reithofer
Monika Theresia Reithofer (* 14. März 1986 in Franken) ist eine deutsche Schauspielerin.

## Leben
Reithofer ist im mittelfränkischen Dürrwangen aufgewachsen. Nach einer Ausbildung an der Freiburger Schauspielschule spielte sie in mehreren Stücken am Theater Ansbach. Seit dem Jahr 2006 spielte sie die Titelrolle in der ZDF-Fernsehfilmreihe Molly & Mops neben Monika Baumgartner, Sonja Kirchberger, Sissi Perlinger und Matthias Schloo.

## Filmografie
- 2006: Molly & Mops
- 2010: Molly & Mops: Das Leben ist kein Guglhupf
- 2011: Ein Mops kommt selten allein
- 2012: Inga Lindström: Die Sache mit der Liebe
- 2012: Die Holzbaronin

## Theatrografie (Auswahl)
- 2010: Ein Volksfeind | Regie: Jürgen Eick
- 2011: Der Sagenkoffer | Regie: Ingrid Braun
- 2011: Insektenessen | Regie: Jürgen Eick
- 2011: Die Räuber | Regie: Steffen Pietsch
- 2012: Aschenputtel | Regie: Jürgen Eick
- 2013: Kasimir und Karoline | Regie: Steffen Pietsch
- 2013: Hänsel und Gretel | Regie: Jürgen Eick
- 2014: Außer Kontrolle | Regie: Hannes Schäfer
- 2023: Das kleine Gespenst | Regie: Urs Schleiff
- 2023: Sugar – Nach dem Film „Some like it hot“ | Regie: Urs Schleiff